# Joseph Briand
Pour les articles homonymes, voir Briand.
Joseph Briand, né dans les Côtes-du-Nord, aujourd'hui Côtes-d'Armor à Lannion et mort en 1961 à Paris, est un médecin français.
Il est médecin des troupes coloniales de 1898 à 1914 en Oubangui, puis en Indochine et à Madagascar. Pendant la Première Guerre mondiale, il participe en 1915 à l'expédition des Dardanelles dans la péninsule de Gallipoli, puis sert de 1916 à 1918 en Chine à l'hôpital indigène de Canton, et termine la guerre à l'hôpital de Fréjus. En 1921, il entame une carrière civile de médecin de campagne.

## Biographie
Joseph Briand naît au début de la Troisième République, laïque, dans une Bretagne catholique de tradition, où le socialisme se développe avec l'essor industriel. À Lannion, ville commerçante, implantée dans une campagne riche, et port ouvert sur la Manche par Le Yaudet, il s'épanouit au milieu de sa famille et de ses amis. Il est bachelier à seize ans, médecin à 21 ans en 1897 -  troisième promotion de l'école de santé navale de Bordeaux - après avoir soutenu sa thèse de médecine.
En 1898, première affectation, pour le Congo, année où Victor Segalen entre à son tour chez les navalais, les étudiants de l'École de santé navale de Bordeaux. Briand appartient à cette génération d'hommes compétents et décidés, qui parcourent le monde, dans un contexte bien décrit par Jules Verne et Paul d'Ivoi. Il écrit mais se défend de valoir Pierre Loti, dont il aime la prose et dont il découvre, peu après lui, des lieux mythiques, Pékin et la cité interdite, le monde hellénique... Il se laisse aller aussi à la poésie des moments vécus, originaux, exotiques ou simplement beaux, comme beaucoup, tel le docteur Adolphe Cureau, qu'il rencontre à Bangui, où les poètes de l'époque, ses contemporains, mais eux morts jeunes à la guerre de 1914-1918, Ernest Psichari et Charles Péguy. Toute sa vie, il croise ou fait connaissance de personnages célèbres ou importants, comme le musicien Camille Saint-Saëns à Majorque en 1898 ou l'empereur de Chine à Pékin en 1906. Il participe à des faits historiques.
En 1898 il arrive au Congo quand Pierre Savorgnan de Brazza le quitte. À Bangui, le docteur Briand réceptionne au poste et soigne les membres des explorations en l'Oubangui, vers le Nil, le Chari et le Tchad. L'époque du docteur Noël Ballay, des premières explorations en Afrique Noire, est terminée. Les nouvelles missions sont plus ciblées ; il s'agit de définir un territoire, de le déclarer pacifié, occupé par une puissance coloniale, pour le faire reconnaître comme colonie d'une métropole selon les règles définies à la Conférence de Berlin en 1885. Le docteur Briand voit passer la queue de la Mission Marchand remontant l'Oubangui vers le Nil, la mission Bretonnet venu commander au Chari et en lutte contre Rabah. Il accueille Émile Gentil, en route vers le lac Tchad une seconde fois, assiste à la préparation de la mission du docteur Huot et de l'administrateur Bernard vers la Sangha, quand se constitue la colonie d'Oubangui-Chari. Il est, à la Mission des Pères du Saint-Esprit à Bessou appelé au chevet du lieutenant Archambaud mourant, qui donne son nom au Fort-Archambault sur les rives du Chari. Il rencontre des missionnaires, des commerçants, des responsables civils et militaires, qui sont là à titre privé ou en mission, les ambassadeurs des sultans du Baguirmi et du Dar Kouti, Gaourang et Mohamed-es-Senoussi, rentrant de France. En 1900, il réceptionne dans le Haut-Oubangui, à Rafaï, la mission Roulet évacuant le Bahr-el-Ghazal abandonné aux Anglais après Fachoda (1898). Il est un des deniers Français encore en Oubangui à ce moment-là.
Ce que vit Joseph Briand dans le Haut-Oubangui, il le vit dans ses autres postes aux colonies : un service médical militaire et civil, profitant des avancées de la médecine, dans tous les domaines et dans celui de l'étude des maladies tropicales. Briand appartient aux prosélytes de Louis Pasteur et va jusqu'à suivre des cours à la Faculté de Médecine de Paris et à l'Institut Pasteur pendant son congé réglementaire de repos, entre deux colonies.
La Première Guerre mondiale est une rupture comme pour beaucoup et bien qu'appartenant à l'État-major ou Poilu, encore vivant mais sans être parmi les Gueules cassées, il n'en revient pas indemne. Malgré Anastasie, la censure, dont il se moque en faisant attention cependant, il continue à écrire régulièrement et prend beaucoup de photos.
Dans les années 1920, la paix revenue, il quitte l'armée et, médecin de campagne dans la région parisienne, poursuit sa lutte contre les maladies, en relation avec le baron de Rothschild dans son œuvre pour la protection de l'enfance. La paix de nouveau revenue, après la Seconde Guerre mondiale, il partage son temps entre Paris, la Bretagne et la Côte d'Azur, avec sa femme Marie-Louise Caralp.

### Premières affectations

#### Congo, Oubangui
Joseph Briand s'embarque à Marseille, sur le Tibet, de la Compagnie Fraissinet, le 25 mars 1898 pour le Congo. Il débarque à Libreville au Gabon, découvre la société coloniale, ses aspirations, ses ambitions et ses déceptions. D'un certain côté, c'est Clochemerle[Quoi ?], de l'autre, la mise en œuvre du développement colonial. Il rencontre le Commissaire Général du Congo de Lamothe, successeur de Savorgnan de Brazza en janvier 1898, voyage avec un des Frères Tréchot de Loango sur la côte atlantique à Matadi sur la rive belge du Congo, où démarre la ligne du chemin de fer qui conduit au Stanley pool, évitant ainsi la route des caravanes Loango-Brazzaville du côté français. L'évêque français Mgr Augouard le conduit sur son vapeur, le Léon XIII, de Léopoldville à Brazzaville, capitale du Congo, où le docteur Allain remplace par intérim l'administrateur Albert Dolisie. Briand est affecté en Oubangui. Il parvient, en vapeur, sur La France, de la S.A.B., Société Anonyme Belge, au seuil de Zinga en aval de Bangui, termine le voyage en pirogue avec le gouverneur de l'Oubangui, Victor Liotard les administrateurs Georges Bruel et Henri Bobichon.
À Bangui, le docteur Briand remplace le docteur Spire comme médecin et chef de popote. Il revoit Allain docteur de la deuxième mission Gentil vers le Tchad, des agents civils, Pinel pour le Chari, Perdrizet, le commerçant Albert Bonnel de Mézières et son équipe, Louis Martel, Raymond Colrat de Montrozier, Bourgeault et Charles Pierre, fait la connaissance du hollandais Anton Greshoff, directeur de la N.A.H.V., des aventuriers Fredon, Sherry, apprend la mort de Ferdinand de Béhagle exécuté par Rabah,. Il fréquente les missionnaires spiritains de la Mission Saint-Paul-les Rapides à Bangui dont le Père Gourdy, le Frère Séverin assassiné par les Bondjos à son arrivée en 1898, dont il récupère le corps et le Père Moreau Supérieur de la Mission de Notre-Dame-des Banziris près de Bessou. Briand a des contacts avec les Belges de la rive opposée de l'Oubangui et les tribus alentour, le plus souvent anthropophages. Il sympathise avec le chef banziri Bembé qui a reçu les explorateurs Crampel et Dybowski, visite avec son fil les N'Gapous.
Quittant les régions fétichistes, Joseph Briand rencontre les sultans du M'Bomou, Bangassou, Rafaï, Zémio. Le fils du Rafaï, Hetman, sert d'interprète entre le vieux sultan et lui. Les sultans participe à la traite arabe des prisonniers qu'ils font faits pendant leurs razzias sur les populations environnantes.
En 1900, après la reculade de Fachoda, Briand attend au poste de Rafaï le passage des troupes du capitaine Édouard Roulet qui évacuent le Bahr el-Ghazal, puis cumule les fonctions de médecin et chef de cercle à Ouango sur le Mbomou. Sur la demande d' Henri Bobichon, délégué du Commissaire général du Congo français, il recrute les pirogues et les pagayeurs nécessaires aux simple colons ou aux personnages protégés, comme Maurice Superville, neveu du ministre des colonies, secrétaire en 1898 du gouverneur Henri de Lamothe, bientôt administrateur hors cadre et Directeur de la Société de la Kotto. Les colons devenus concessionnaires font le trafic de l'ivoire, du caoutchouc. Le problème des transports est de plus en plus lourd, Briand se sent abandonné dans une colonie abandonnée aux intérêts privés, faute de moyens de la part de l'État français. Sa déception est sensible, il aspire à rentrer en France. Il fête à Lannion Noël 1900 et en janvier 1901 ses 25 ans.

#### Tonkin et Annam
En octobre 1901, Joseph Briand, médecin aide-major 1re classe, vogue à destination de Haïphong. Il retrouve à Hanoï son cousin Jean Gravot, également médecin colonial, de peu son cadet. Le poste du docteur est à Hà Giang, dans les hautes montagnes, près de la frontière du Céleste Empire. Il soigne les tirailleurs des troupes coloniales et les soldats de la Légion étrangère, organise des tournées de vaccination dans la population rurale, plus pauvre, écrit-il, qu'en Oubangui. Il se rend au poste chinois de Bac-Bao où le chef de poste lui narre l'affrontement de ses troupes avec celles du colonel Dominé au siège de Tuyên Quang et cherche à visiter tous les lieux se rapportant à la guerre du Tonkin, Langson, Bắc Ninh la citadelle prise par le général Négrier, le pont où est mort le commandant Henri Rivière.
Les pirates, ou pavillons noirs, nombreux en Chine, écument le Yunnan, pillent les récoltes, brûlent les villages, exterminent les paysans et font perdre leur autorité aux mandarins. Briand voit des filets suspendus à la porte d'un poste frontalier chinois, contenant des têtes de suppliciés et des pirates attachés à la barre, la cangue au cou. À Hanoï, inauguration du pont Paul Doumer sur le fleuve Rouge, en présence de Doumer, gouverneur d'Indochine. Un typhon estival dévaste le delta : nombreux morts, trafic ferroviaire interrompu, lignes télégraphiques endommagées. Septembre 1902, inauguration de l'Exposition Universelle de Hanoï en présence du nouveau gouverneur d'Indochine, Paul Beau. Briand et ses camarades s'y rendent presque quotidiennement, profitent des attractions. Briand y retrouve le docteur Spire, qu'il a remplacé à Bangui. Au printemps 1902, Briand est en Annam, à Phan-Rang. Il éprouve pour Nha Trang, dont la baie lui rappelle celle de Trestaou près de Lannion, le même attrait que le docteur Yersin installé sur sa concession à Sui-Hao. Briand part soigner Carnoisson, blessé par un tigre, avec le garde Druet quelques mois, sur le mont Lang Bian. Le gouverneur Doumer et le docteur Yersin ont prévu de construire un sanatorium, projet abandonné par le nouveau gouverneur Beau. Briand raconte les conséquences, le gaspillage colonial irresponsable. 1903, retour au Tonkin, tournée de vaccination dans la région de Phu lang Thuong où le pirate Doc-Xuyet, devenu grand mandarin, l'invite à déjeuner. Les vaccins proviennent de l'Institut Pasteur de Saïgon, à la demande de l'hôpital de Hanoï. La tournée est interrompue à cause des fêtes du Têt.
En novembre 1903, de nouveau à la frontière chinoise, mais à l’extrémité orientale, à Moncay au bord de la mer, au pied de la montagne, Briand assure le service de l'hôpital, de la garnison incluant les familles des officiers, de l'ambulance, de l'administration, beaucoup de paperasserie, qui prend du temps et son service est lourd par manque de médecins. En 1904, il assure, en plus, le contrôle des jonques chinoises, descendant le fleuve jusqu'à la mer, dans la lutte contre la peste et le choléra. La région est peu sûre ; le Père Grandpierre lui raconte le massacre d'un jeune douanier français et de ses matelots annamites par des pirates, entre Mui-Ngoc et Kinh-Thuc. Des rassemblements sont signalés près de Moncay, côté chinois, pouvant atteindre deux mille bandits, ainsi nommés. Avril 1904, le docteur Gaimard remplace le docteur Briand qui, après deux ans et demi, peut enfin rentrer en France, avec son cousin le docteur Gravot, retrouvé à Saïgon, sur le Cao Bang des Messageries Maritimes.

### En Chine avec le Corps d'occupation de la Chine

#### Pékin et Tien-Tsin
Après la révolte des Boxers en 1900, les Européens créent des corps militaires de protection pour les ambassades et leurs ressortissants en Chine. Le docteur Briand fait partie du Corps d'occupation. En mars 1906, il quitte Marseille sur le Polynésien. Un mois plus tard il est en vue du Cap Saint-Jacques, à l'embouchure d'un des neuf estuaires du Mékong en aval de Saïgon, où il fait escale, repartir pour Hong-Kong et Shanghaï. Il fait à bord la connaissance du capitaine de spahis Thézillat, qui a fait partie de la mission Foureau-Lamy et vient commander un escadron de cavaliers annamites à Hanoï. Escale à Shanghai, le Paris de l'Extrême-Orient :  concession française, animation du port quai de France et sur le Bund de la Concession Internationale.
À Pékin, Il assure le service à la caserne, travaille avec le docteur Onimus, médecin de la Légation, qui dirige aussi l'hôpital français St Michel au Pé-Tang, service sanitaire des religieux et religieuses, hôpital indigène et opérations des accidentés du chantier du Chan-Si sur la ligne du chemin de fer Pékin-Hankou en construction. Il visite les environs du Pé-Tang, où la communauté chrétienne s'est réfugiée sous la protection de MgrFavier pendant la révolte des Boxers, qui sont toujours en ruine, témoignage des combats, du sacrifice de l'enseigne Henry,. Briand assiste à la cérémonie du transfert de cercueils de soldats morts en 1901, restés jusque là dans des pagodes avec Mgr Stanislas Jarlin célébrant une messe solennelle dans la cathédrale, à laquelle assistent l'ambassadeur de France, les officiers et membres des Légations  européennes et plusieurs milliers de Chinois catholiques du Pé-Tang. Le diplomate Edmond Bapst (de) fait un discours au cimetière marin, où sont enterrés de nombreux marins bretons. Dans la capitale de l'Empire du milieu, le docteur assiste aux réceptions données par les Légations, rencontre le reporter du Temps Jean Rodes, le reporter du Matin, du Taillis, organisateur du raid Pékin-Paris, le général Lefèvre, commandant du corps d'occupation, Mr Ping, directeur des Postes Chinoises, des Anglais, le directeur des douanes chinoises Sir Robert Art... d'autres médecins au Chemin de fer, des ingénieurs, et toujours des Bretons : le colonel Tassel, de Perros près de Lannion, le commandant Firmin Laribe, assiste à l'arrivée du prince japonais Fushimi Hiroyasu en visite à l'Empereur Guangxu,.
En 1907, une mission en Mandchourie conduit Joseph Briand sur les champs de bataille de la guerre russo-japonaise, Tié-Ling, Liao-Yang et Moukden en sa qualité de médecin de l'État-major. Il est bon cavalier et comprend l'anglais. Il a, pour l'occasion, étudié la situation, les ressources militaires des forces en présence, les opérations, d'après un dossier préparé par le colonel Lavenir.
1907-1908 Joseph Briand à l'Arsenal, à Tien-Tsin, retrouve la vie des concessions étrangères : bal chez le consul de France Paul Claudel, réception au yamen du Vice-roi du Pe-tchi-li, pour l'anniversaire de l'impératrice Ts'eu Hi, de hauts personnages, mandarins, officiers et consuls des puissances étrangères, en uniforme et tenue d'apparat. Pour l'anniversaire du mikado, l'empereur du Japon, réception grandiose, théâtre japonais, danses de geishas, lutteurs, Japonais et Japonaises en costume traditionnel. En hiver, où il fait très froid, Briand patine sur le fleuve, le Peï-ho gelé si fort, qu'on y fait passer des canons, ou il chevauche à travers la campagne, rentrant les moustaches prises dans des blocs de glace. Il commence à préparer, tel Phileas Fogg, son tour du monde, prévoit le retour par le Japon et les États-Unis.

### Médecin colonial de l'Assistance médicale

#### Cochinchine
Briand débarque en Cochinchine à la fin de l'année 1909. À Saïgon], il assure un service temporaire : garde à l'hôpital, surveillance sanitaire (peste et choléra) des bateaux de commerce étrangers, autopsies comme médecin légiste, mais son poste est à Bến Tre, au service d'Assistance de la province. Il dirige l'hôpital indigène, la Maternité, la formation du personnel indigène : les sages-femmes à la Maternité de Cho-Lon, les infirmiers vaccinateurs à l'hôpital de Cho-Quan. Les vaccins utilisées lors des tournées dans les villages proviennent de l'Institut Pasteur de Saïgon. Le docteur Briand fait agrandir et moderniser les bâtiments comme il le décrit dans son rapport annuel de 1910.
Il visite le pays, participe à une chasse au tigre, rencontre la population, les autorités locales, est confronté à tentatives de corruption, des abus de pouvoir dont il est témoin, refuse de se laisser acheter. Il rencontre les missionnaires et les religieuses catholiques, leur achète des tissus de crépon confectionnés par les pensionnaires des Sœurs de Saint-Paul de Chartres à Culao Gieng. À Caï-Mon, il assiste au cinquantenaire de prêtrise du père Gernot installé là trois ans après la prise de Saïgon par les Français en 1859, période où les chrétiens étaient massacrés. Joseph Briand rentre en France en été 1911, pour un congé de vingt mois.

#### Madagascar
Il est promu au grade de médecin-major de 1re classe en décembre 1912 et se marie à Paris le 13 janvier 1913 avec Marie Louise Caralp, peu avant de partir pour Madagascar. Le docteur Briand est chargé de l'Assistance médicale indigène, avec la formation du personnel de santé de l'île, l'organisation des soins gratuits et des vaccinations contre la variole, la peste avec les vaccins de l'Institut Pasteur de Madagascar à Tananarive. Yves Briand, futur historien de Lannion, naît à Majunga. Marie-Louise Caralp, la femme du docteur reçoit, comme il est d'usage dans les Colonies. Parmi les invités, le général Arthur de Salins, le lieutenant-colonel Le Magnan, le capitaine d'artillerie Dandeleix, Sougnac, le médecin Roton, Picard directeur d'une grosse société. Le 14 juillet, fête nationale, comme dans toutes les possessions françaises et à Madagascar depuis Gallieni, a lieu en 1913 de manière traditionnelle, également en 1914, malgré la situation internationale.
2 août 1914, Briand est affecté à l'hôpital militaire de Tananarive ; 3 août l'Allemagne déclare la guerre à la France, le docteur, officier, s'apprête à rentrer en France combattre les Allemands.

### La Grande Guerre
La France a mobilisé ; les officiers coloniaux rentre en métropole, remplacés par les métropolitains. La famille Briand débarque en novembre à Marseille, après un voyage réussi, sans rencontrer de sous-marin. Attendant son départ pour le front, Briand est affecté à un bastion des fortifications de Paris et se rend quotidiennement au Val de Grâce. Il décrit les visites, l'accueil des trains de blessés arrivant du front à la gare, l'ambulance privée de la Samaritaine, Paris en guerre,

#### Dardanelles
Le docteur Briand, affecté au 4e régiment mixte colonial du Corps expéditionnaire d'Orient, le C.E.O., quitte Marseille en mars 1915 sur le Paul Lecat, qui fait escale à Bizerte en Tunisie, puis vient mouiller en rade de Moudros, dans l'ile de Lemnos, dernière étape avant les Dardanelles. Le docteur et d'autres sont enthousiastes de voyager en mer Égée, rappelant l'Antiquité grecque, la guerre de Troie, Ulysse, Patrocle, les héros et demi-dieux de la mythologie. Briand raconte le débarquement dans la presqu'île de Gallipoli, les chefs, d'Amade, Bailloud et Gouraud, les massacres auxquels il assiste, au ravin de Kérévès-Déré, à Sedd-el-Bahr et à Krithia. En creusant les tranchées, les soldats français découvrent une nécropole daté du VIe ou Ve siècle av. J.-C., selon le Conservateur du musée de Constantinople, Gustave Mendel qui se trouvait là en tant qu'interprète, attaché au général de brigade.
Le 22 juillet 1915, Briand, épuisé, constate que sur les cinquante-six officiers embarqués à Toulon le 4 mars 1915, seuls six sont encore en service ; parmi eux, trois médecins, dont lui. Début août, il est rapatrié en France. Après un mois de repos à Perros, au bord de la mer, et à Lannion, Joseph Briand attend l'organisation d'une nouvelle expédition contre la Turquie ou la Bulgarie, au Dépôt, à la caserne de Toulon, où il passe la visite des soldats prêts à partir au Moyen-Orient. Parmi les officiers et les soldats, c'est l'hécatombe, dans les familles, peu sont épargnées, enfin il reçoit sa nouvelle désignation, la Chine.

#### Canton
En 1916, à Canton, le docteur est affecté à l'hôpital Paul-Doumer dans la ville chinoise à deux kilomètres de l'île de Shamian, où il habite avec sa famille, dans la concession française jouxtant la concession anglaise. En plus de son service, il enseigne et fait passer les examens des futurs médecins chinois. La situation politique du pays est trouble, la république a remplacé l'empire, Sun Yat-sen, président de la République succède en quelque sorte à l'empereur Puyi ; à Canton les troupes du maréchal Lung s'affrontent, à coups de canons, aux révolutionnaires qui veulent une République de Chine du Sud. Les Européens ne sont pas concernés, néanmoins le docteur Briand doit soigner à l'hôpital les blessés des deux camps. En juin, les Chinois fêtent à coups de pétard, l'avènement du nouveau président de la République, après la mort de Yuan Shikai, quel que soit leur camp.
Briand accepte la surcharge de travail, pensant au massacre des Dardanelles et il a le cœur tourné vers les Poilus qui, à Verdun, livrent une bataille terrible, qu'il pense décisive. Comme à Pékin, il fréquente les autorités civiles et militaires. Ses relations avec Mgr. de Guébriant sont excellentes, mauvaises avec Joseph Beauvais, consul de France à Canton, qui crée des difficultés pour recruter des Sœurs de St Paul de Chartres installées Hong-Kong, pour aider à l'hôpital.
Avant de rentrer en France, Joseph Briand fait le pèlerinage de Sancian sur le tombeau de Saint François Xavier.

#### Fréjus
En mai 1918, Joseph Briand, épuisé, rentre en France. Il est affecté à l'hôpital militaire HC 86 de Fréjus-St Raphaël, au service des contagieux africains et annamites des troupes coloniales. De nouveau il soigne les tirailleurs, africains et asiatiques. Mais, très éprouvé par la guerre, physiquement et moralement, il demande sa mise en retraite militaire qu'il obtient en 1921.
Joseph Briand a vécu, en France et dans les colonies, les débuts de la IIIe République, avec les lois Jules Ferry des années 1880, l'affaire Dreyfus 1898, la séparation de l'Église et de l'État 1905, la colonisation en Afrique Noire et en Extrême-Orient, dont plusieurs années dans des régions en guerre et les deux Guerres mondiales du XXe siècle. Il meurt lorsque la Ve République a deux ans. Il témoigne de l'action coloniale de la France, dans ses extrêmes au besoin, et du développement des transports toujours plus nombreux et performants, avec les conséquences sur le temps et l'espace, des progrès des sciences et de la médecine. Homme ordinaire, médecin, père de famille nombreuse, il a eu une vie passionnante, qu'il a raconté dans ses lettres au quotidien, avec des compléments oraux aujourd'hui perdus pour nous, tel qu'il écrit à sa grand mère en juin 1899 de Bangui : « Que de choses j'aurai à vous dire à mon retour, je n'ose pas vous parler de tout ce que je vois, car je serai traité de blagueur ; je vous raconterai, entre autres, l'aventure d'Ascornet et de ses éléphants, qui dépasse comme curiosité tout ce qu'on peut imaginer ».

## Distinctions
- Citation à l’ordre du 4e régiment colonial mixte de marche en date du 11 juin 1915. (régiment du lieutenant colonel Vacher, au médecin major de 1re classe Joseph Briand).
- Croix de Guerre 1914-1918 - loi 8 avril 1915 loi instituant la « Croix de guerre », destinée à commémorer les citations individuelles pour faits de guerre à l'ordre des armées de terre et de mer, des corps d'armée, des divisions, des brigades et des régiments (J.O. 9 avril 1915)
- Officier de la Légion d’honneur (décret du 18 mars 1933 - n° matricule 187.848. dossier militaire)
- Médaille coloniale. "acquise de plain droit" au Docteur Briand, médecin de 2e classe des Colonies, annoce par le Docteur Huot, médecin de 1°classe chargé du Service de Santé en Oubangui, 6 décembre 1899.

## Publications
- Traitement de l’épilepsie essentielle par les opérations pratiquées sur le Grand Sympathique cervical, thèse, éd. Bordeaux, 1907
- Extraits du rapport annuel de 1910, de M. le Dr Briand, médecin-major de2e classe, médecin de l'assistance de la province de Bentré (Cochinchine), A.H.M.C., no 15, Paris, 1912, p. 292-296
- Trois cas de pleurésie séro-fibrineuse et deux cas d’hydrocèle traités par l’autosérothérapie, Annales d’hygiène et de médecine coloniale, no 15, 1912.
- Un cas de kala-azar, Bulletin de la Société Médico-chirurgicale de L’Indochine, T. VIII, no 2, 1917